# John L. Hayes
John Lord Hayes (* 13. April 1812 in South Berwick, Maine; † 18. April 1887 in Cambridge, Massachusetts) war ein US-amerikanischer Anwalt, Geschäftsmann und Wirtschaftsfunktionär (National Association of Wool Manufacturers).

## Leben
John L. Hayes war der älteste Sohn von Susannah Lord und Francis Brown Hayes, einem Richter und Manager verschiedener Eisenbahngesellschaften. Er war Schüler an der Berwick Academy in South Berwick und studierte zunächst am Dartmouth College (Abschluss 1831), dann Jura bei seinem Vater und an der Harvard University (Zulassung zur Anwaltskammer 1835). Hayes arbeitete zunächst als Anwalt in Portsmouth (New Hampshire) und wurde dann Schreiber (clerk) am United States District Court. Später ging er nach Washington, D.C., um für die kanadische Regierung bei Verhandlungen über Handelsbeziehungen beratend tätig zu sein und gleichzeitig als entschiedener Gegner der Sklaverei eine führende Rolle in der kurzlebigen Free Soil Party zu spielen. Hayes nahm als Reiter an der Parade zur Amtseinführung von Abraham Lincoln teil (1861) und wurde zum Verwaltungsleiter (chief clerk) des United States Patent Office (1861–1864) und zum ersten Präsidenten der staatlichen Schutzzollkommission (National Tariff Commission) berufen. Ab 1864 war er Geschäftsführer der National Association of Wool Manufacturers.
In den 1840er Jahren war Hayes Manager der Katahdin Iron Works Company (siehe Bahnstrecke Derby–Katahdin Iron Works) und in den 1850er Jahren Geschäftsführer der Mexican, Rio Grande, and Pacific Railway Company, wo er den Bau einer der ersten Bahnstrecken in Mexiko organisieren half.
1845 wurde Hayes Mitglied der Boston Society of Natural History, 1866 (oder 1878) erhielt er ein Ehrendoktorat (LL. D.) des Dartmouth College. 1868 wurde Hayes in die American Academy of Arts and Sciences gewählt. Er verfasste mehr als 60 Schriften, überwiegend handelsrechtlicher Natur (insbesondere zu Schutzzöllen, tariff) aber auch zu naturwissenschaftlichen Themen oder Arbeiten über die Herstellung und Verarbeitung von Wolle. Außerdem übersetzte er 1887 einen Band mit Hymnen aus dem klassischen Latein und Mittellatein ins Englische.
Hayes war seit 1839 mit Caroline Sarah Ladd verheiratet; aus der Ehe entstammten fünf Kinder, darunter Alexander Ladd Hayes.

## Schriften (Auswahl)
- Memorial of the iron manufacturers of New England, asking for a modification of the tariff of 1846 (1850)
- Vindication of the rights and titles, political and territorial, of Alexander, Earl of Stirling & Dovan, and Lord Proprietor of Canada and Nova Scotia (1853)
- Protection, a boon to consumers: an address delivered before the National Association of Knit Goods Manufacturers, at the second annual meeting in New-York City, May 1, 1867
- The fleece and the loom; an address before the National Association of Wool Manufacturers, at the first annual meeting in Philadelphia, Sept. 6, 1865
- American textile machinery: its early history, characteristics, contributions to the industry of the world, relations to other industries, and claims for national recognition (1879)
- An argument for a protective tariff: the farmer’s question: being a reply to the Cobden Club tract entitled "The western farmer of America" (1880)
- The Angora goat: its origin, culture, and products; containing the most recent observations of eminent breeders (1882)
- Seaman’s refutation of free-trade maxims: with an introductory notice by Ezra C. Seaman (1883)
- A reminiscence of the Free-soil movement in New Hampshire, 1845 (1885)
- The food and crude materials provisions of the tariff of 1883 justified (1886)
- Corolla Hymnorum Sacrorum (1887)